# Natale Gorini
Natale Gorini (Ferrara, 19 ottobre 1895 – 2 febbraio 1978) è stato un politico italiano, fu deputato della I e della II legislatura della Repubblica Italiana..

## Biografia
Combattente della prima guerra mondiale fra i Bersaglieri, nel 1919 aderì al Partito Popolare. Antifascista, contribuì all'organizzazione della resistenza cattolica nella sua città natale, divenendo poi uno dei fondatori, e segretario provinciale, della Democrazia Cristiana ferrarese nel dopoguerra.
Candidato alle elezioni politiche dell'aprile 1948, inizialmente non risultò eletto, ma subentrò alla Camera dei deputati il 28 ottobre successivo in sostituzione di Giovanni Ghirotti, la cui elezione fu annullata. Venne poi confermato alla Camera alle elezioni del 1953, rimanendo in carica fino al 1958. Fu più volte consigliere comunale e provinciale a Ferrara. 
Morì il 2 febbraio 1978 all'età di 84 anni. 
Nel 2006 il comune di Ferrara intitolò una via in suo onore nella frazione di Porotto.